# لونا (قالب)
لونا یک نام کد است برای قالب بصری ویندوز اکس‌پی که به‌طور رسمی به عنوان استایل ویندوز اکس‌پی شهرت دارد و در سه رنگ آبی، نقره‌ای و زیتونی بر روی این ویندوز موجود می‌باشد که قالب پیش‌فرض بر روی ویندوز اکس‌پی، رنگ آبی آن است.